# Jo Lual-Acuil
Joseph Lual-Acuil jr., detto Jo (Wau, 26 aprile 1994), è un cestista sudsudanese con cittadinanza australiana.